# Marcin Trzebieński
Marcin Trzebieński herbu Jastrzębiec (zm. po 1537) – dworzanin Zygmunta I Starego, rotmistrz królewski, strażnik polny koronny.

## Życiorys
Pochodził ze szlacheckiej rodziny Trzebieńskich herbu Jastrzębiec, wywodzącej się z województwa ruskiego. Zawodowy żołnierz, służył w obronie potocznej. W 1509 został rotmistrzem królewskim, w latach 1511-1513 był podkomendnym Jana Toworowskiego. W 1520 rozbił na Podolu 2-tysięczny czambuł tatarski, dowodził wówczas 700-konnym oddziałem jazdy potocznej. Jako rotmistrz piechoty wziął udział w II fazie wojny polsko–krzyżackiej. Po wojnie w uznaniu zasług wojennych został strażnikiem polnym koronnym i dworzaninem Zygmunta I Starego, otrzymał także dochody z czynszu płaconego przez Żydów z Żydaczowa. W 1520 dowodził 600-konnym pułkiem jazdy obrony potocznej, w którego skład wchodziły chorągwie bełska, podolska i ruska. W 1531 na wyprawę hetmana Jana Tarnowskiego na Pokucie, przeciw hospodarowi mołdawskiemu Rareszowi stawił się z 8-konnym pocztem własnym. W bitwie pod Obertynem jako porucznik, dowodził hetmańską chorągwią jazdy (284 konie), która wchodziła w skład hufu walnego. Formacja ta przeprowadziła decydującą o ostatecznym zwycięstwie armii koronnej szarżę na wojska mołdawskie. Marcin Trzebieński zmarł po 1537, współczesny mu Bernard Wapowski pisał o nim w kronice: mąż dzielny i w sztuce wojennej doświadczony.